# Masham-Nord
Pour les articles homonymes, voir Masham.
Masham-Nord est une ancienne municipalité de canton du comté de Gatineau, au Québec. Créée le 1er juillet 1855 sous le nom de Masham, elle est amputée d'une partie de son territoire lors de l'érection de la municipalité de la Partie Sud du Canton de Masham. Masham-Nord est fusionnée à d'autres municipalités environnantes le 1er janvier 1975 afin de constituer la municipalité de La Pêche.
Le territoire de Masham-Nord comprenait les hameaux de Lascelles et Rupert.